# Ploieștiori, Prahova
Ploieștiori este un sat în comuna Blejoi din județul Prahova, Muntenia, România. Se află în partea de central-sudica a județului,  în Câmpia Ploieștilor, pe malul drept al Teleajenului.
Așezarea este atestată documentar în 1640.
În 1901, satul Ploieștiori era reședința unei comune din plasa Târgșor a județului Prahova. Comuna cuprindea și satele Țânțăreni, Târgșoreanca și Moara Nouă, având în total 893 de locuitori, o școală înființată în 1866, unde învățau 53 de copii (dintre care 13 fete) și o biserică construită în 1885 de moșierul Cantilli. Comuna a fost desființată în 1968, fiind împărțită între municipiul Ploiești (satul Târgșoreanca devenit parte integrantă a acestuia) și comunele Blejoi (satele Ploieștiori și Țânțăreni) și Berceni (satul Moara Nouă).